# Seengen
Seengen est une commune suisse du canton d'Argovie, située dans le district de Lenzbourg.

Photo aérienne (1952).